# فرس البحر الوالياني
فرس البحر الوالياني (الاسم العلمي:Hippocampus waleananus) (بالإنجليزية: Walea pygmy seahorse)‏ هو نوع من الأسماك يتبع جنس فرس البحر من فصيلة زمارات البحر.